# Gérard Jouault
Pour les articles homonymes, voir Jouault.
Gérard Jouault est un entraîneur et manager français de volley-ball, né le 31 janvier 1952 à Vendin-le-Vieil (Pas-de-Calais). Entraîneur professionnel, il a notamment été entraîneur de la Stella Calais (LAF) et de l'équipe de France féminine A. Il est également président du comité départemental de volley-ball du Pas-de-Calais depuis 2000 (23 clubs, près de 2500 licenciés).

## Clubs
| Club                                                  | Pays   | De        | À         |
| ----------------------------------------------------- | ------ | --------- | --------- |
| Stella ES Calais (N3, N2, N1B et N1A/LAF)             | France | 1988-1989 | 1994-1995 |
| Loisir Inter Sport Saint-Pierre Calais(N2, N1 et LBM) | France | 1998-1999 | 2004-2005 |
| Loisir Inter Sport Saint-Pierre Calais (N2 et N1M)    | France | 2009-2010 | 2011-2012 |
| Stella ES Calais (N3F)                                | France | 2014-2015 |           |

## Équipes nationales
Entraîneur national, Gérard Jouault dirige l'équipe de France féminine A de 1994 à 1997. Il a participé aux Universiades (Japon), aux Jeux méditerranéens et à des Tournois de qualification aux Championnats d'Europe.
Il a été sélectionneur de l'équipe nationale masculine du Rwanda de 2006 à 2008.

## Palmarès (entraîneur)
Championnat de France 
- 1992 : 1er Champion de France N2F avec la Stella Calais
- 1993 : 1er Champion de France N1B avec la Stella Calais
- 1995 : 3e N1A avec la Stella Calais
- 2001 : 1er Champion de France N1M avec le LISSP Calais et accession en Pro BM
- 2012 : 2e Vice-champion de France N1M avec le LISSP Calais et accession en LBM

### Coupe de France
- Vainqueur : 26 mai 1994 avec la Stella Calais contre le RC Cannes (3-1 : 15/17; 15/12; 15/5; 15/1), Dôme de Villebon.

### Coupe d'Europe
- 1994-1995 : 1/16e de finales de la Coupe d'Europe des vainqueurs de coupe avec la Stella Calais, élimination par Modène (Italie).